# NOTD
NOTD (uttalas "noted") är en musikduo från Sverige som består av medlemmarna Tobias Danielsson och Samuel Brandt mest kända för deras låt "I Wanna Know" featuring Bea Miller

## Bakgrund
Duon möttes på Soundcloud och började göra remixer och upptäckte sedan att de hade sökt till samma skola. Duon valde namnet NOTD genom att ta de sista bokstäverna i sina efternamn och vända på dem.
Deras remix av "Scars to Your Beautiful" av Alessia Cara släpptes 2016. En remix av "Dark Side" av Phoebe Ryan släpptes 2017. Deras remix av "There's Nothing Holdin' Me Back" av Shawn Mendes  släpptes i maj 2017. Deras remix av "Shape of You" by Ed Sheeran fick en nomination av Electronic Music Award för Remix of the Year. De släppte även en remix av "Wild Thoughts" av DJ Khaled och Rihanna 2017, som hamnade på Billboards lista av bästa remixer det här året. De släppte sin debutsignel "Summer of Love" tillsammans med sångaren Dagny den 11 augusti 2017. I december släppte de en remix av "Tell Me You Love Me" av Demi Lovato. De producerade även en remix av Years & Years' låt "If You're Over Me".
Deras andra singel "I Wanna Know" med Bea Miller släpptes i mars 2018. Låten hamnade på topplistor runt om i världen,  som till exempel Australien, Kanada och Sverige. Deras tredje singel "Been There Done That" med Tove Styrke släpptes den 24 augusti 2018.
2023 deltog de i SVT:s underhållningsprogram Songland.

## Priser och Nomineringar
| År   | Pris                    | Kategori          | Låt                                      | Resultat  |
| ---- | ----------------------- | ----------------- | ---------------------------------------- | --------- |
| 2017 | Electronic Music Awards | Remix of the Year | Ed Sheeran - "Shape of You" (NOTD remix) | Nominerad |